# Al Unser
Alfred Unser, más conocido como Al Unser (Albuquerque, Nuevo México; 29 de mayo de 1939-Chama, Nuevo México; 9 de diciembre de 2021) fue un piloto de automovilismo de velocidad estadounidense que se destacó en monoplazas Indy en las décadas de 1960 a 1990.

## Biografía
Fue el segundo de cuatro automovilistas que han ganado cuatro veces las 500 Millas de Indianápolis (1970, 1971, 1978 y 1987) y el cuarto de cinco que las ha ganado en años consecutivos. Unser obtuvo tres títulos de monoplazas: el Campeonato Nacional del USAC en 1970 y la serie CART en 1983 y 1985. Sus 39 victorias en automóviles Indy lo colocan sexto en la tabla histórica; asimismo sumó 98 podios y 140 top 5.
Al Unser era hermano menor de Bobby Unser y padre de Al Unser Jr.; fue el único piloto que tuvo un hermano y un hijo que también ganó las 500 Millas de Indianápolis. Su hermano Jerry Unser y sus sobrinos Johnny Unser y Robby Unser han competido también en las 500 Millas, en tanto que su nieto Al Unser III disputó fechas de la Indy Lights en Indianapolis Motor Speedway.
Desde 1959 hasta 1963, Unser participó en carreras no puntuables del Campeonato Nacional del USAC. En 1964 realizó su primera carrera puntuable. Disputó todas las temporadas del certamen desde 1965 hasta 1978, aunque se ausentó en varias pruebas. Obtuvo el campeonato en 1970, tras ganar 10 carreras y llegar entre los primeros cinco en 16 de las 18. Asimismo, finalizó subcampeón en 1969, 1977 y 1978, tercero en 1968 y cuarto en 1971, 1972, 1974 y 1976. Fue piloto para varios equipos, entre ellos John Mecom (1965), Al Retzloff (1967-1968), Vel's Parnelli (1969-1977) y Chaparral (1978).
En 1979, Unser formó parte del éxodo de competidores del USAC a la CART. Allí corrió para Chaparral ese año, Longhorn desde 1980 hasta 1982, y Penske desde 1983 hasta 1989. Con este último obtuvo dos títulos más en 1983 y 1985. Desde 1986 disputó unas pocas carreras, hasta su retiro definitivo luego de las 500 Millas de Indianápolis de 1993.

## Palmarés
El 28 de febrero de 1971, Al Unser corrió y ganó en las “Rafaela 300 Indy”, Argentina, carrera que se realizó fuera de los Estados Unidos, por única vez, con un  promedio de tiempo de " ocho segundos y yo ocho segundos y una décima”, según afirmó el piloto argentino Pairetti.